# Parque Municipal de Petrópolis
O Parque Municipal de Petrópolis, conhecido popularmente como Parque Municipal de Itaipava, é uma área protegida municipal brasileira situada no centro do bairro de Itaipava, em Petrópolis.
 

A entrada é franca. O local é perfeito para a prática de atividades físicas, pois há uma pista exclusiva para pedestres e ciclistas, bem como quadras esportivas, com áreas com brinquedos para crianças e bons locais para pique-nique em família.